# Etiennea montrichardiae
Etiennea montrichardiae är en insektsart som först beskrevs av Robert Newstead 1920.  Etiennea montrichardiae ingår i släktet Etiennea och familjen skålsköldlöss.
Artens utbredningsområde är Guyana. Inga underarter finns listade i Catalogue of Life.